# The Ocean (canción de U2)
"The Ocean" es la séptima canción del disco de debut de U2, Boy (1980).
La canción nombra la única novela de Oscar Wilde, El retrato de Dorian Gray. Este autor irlandés ha sido una gran influencia en las letras de Bono.

## En directo
- Tocada por primera vez el 16 de septiembre de 1980 en el Fiesta Suite, Plymouth, Inglaterra
- Tocada por última vez el 28 de mayo de 2015 en el teatro Roxy, Los Ángeles, California.

Esta canción ha sido interpretada en directo al menos 166 veces.

## Curiosidades
- El libreto del CD de Boy (1980) contiene más letra de "The Ocean" aparte de la que se escucha en la canción.